# Federación de baloncesto de Egipto
La EBBFED (por sus siglas en inglés Egyptian Basketball Federation) es el organismo que rige las competiciones de clubes y la Selección nacional de Egipto. Pertenece a la asociación continental FIBA África.

## Registros
- 109 Clubes Registrados.
- 2365 Jugadoras Autorizadas
- 10212 Jugadores Autorizados